# Достичь Терры
Достичь Терры (яп. 地球へ… Тэрра э...) — японская научно-фантастическая манга-серия, созданная Кэйко Такэмия. Изначально она издавалась в журнале Gekkan Manga Shōnen издательства Asahi Sonorama, начиная с января 1977 года по май 1980. В 1978 году она получила самую первую Seiun Award за мангу, и в 1980 году — Shogakukan Manga Award за сёнэн/сёдзё мангу (вместе с Такемиевской Kaze to Ki no Uta).
В 1980 году на её основе был выпущен аниме-фильм студии Toei Animation, режиссёром которого стал Хидэо Онти. В 2007 году на основе манги был создан телесериал совместно студиями Minamimachi Bugyōsho и Tokyo Kids, продюсированный Aniplex, SKY Perfect Well Think и Mainichi Broadcasting System. Режиссёром сериала стал Осаму Ямадзаки, а дизайн персонажей осуществлен Нобутэру Юки. Премьера состоялась 7 апреля 2007 года в Японии на MBS-TBS в 18:00 по субботам (ранее в это время демонстрировались такие сериалы, как Mobile Suit Gundam SEED, Fullmetal Alchemist и Blood+). Показ сериала завершился 22 сентября 2007 года.

## Сюжет
В далеком будущем когда человечество покоряет звёзды, а его жизнь контролируют суперкомпьютеры, появляется раса псиоников под названием мью. Люди боятся её и желают уничтожить всех её представителей. Прячась и стараясь спасти как можно больше своих детей, мью желают лишь одного — вернуться домой.
Сюжет серии рассказывает о большом временном промежутке: жизнь Джоми на Атараксии и встреча с мью, различные события на образовательной станции E-1077, основание Джоми колонии мью на Назке и, наконец, возвращение мью на Терру.

## Персонажи

### Главные герои
Джоми Марк Шин (яп. ジョミー・マーキス・シン Дзёми: Ма:кису Син)

Роль озвучивают: 1980 — Дзюнити Иноуэ; 2007 — Мицуки Сайга
Джоми — ученик, выросший в обучающем центре Атараксия и не знающий о наличии фактора мью в своих генах. В свой 14-й день рождения он проваливает экзамен на взрослость, но оказывается спасённым одним из мью. Изначально отвергает свою принадлежность к мью, но позже силы Джоми пробуждаются и он оказывается перед фактом, что является одним из сильнейших представителей своей расы (тип — Блю) и единственной её надеждой на выживание. В оригинальной манге его здоровье в конечном счёте ухудшается, в результате чего он становится слепым, глухим и немым.
В серии-эпилоге аниме, вышедшей только на DVD, показано, как в неизвестном будущем Джоми переродился и объединился с Китом на успешно терраформированной Земле.
Кит Аниан (яп. キース・アニアン Ки:су Аниан)

Роль озвучивают: 1980 — Масая Оки; 2007 — Такэхито Коясу
Кит не помнит ничего из своих 14 лет жизни до экзамена на взрослость. Согласно официальной версии он потерял память из-за аварии. На самом деле Кита вырастили в тестовой колбе для того, чтобы возглавить людей и воплотить идеал суперкомпьютеров, управляющих человечеством. На образовательной станции E-1077 прославился своим исключительным умом и элитными навыками. Там же подружился с Сэмом Хьюстоном и познакомился с юным бунтарём Сэки Рей Сиро, который дал ему прозвище «сын машины». Благодаря своим способностям быстро сделал карьеру и уже в тридцать лет возглавил человечество.
Несмотря на то, что Кит несколько раз в течение сериала противопоставляется Джоми и мью, он скорее анти-герой и второй главный герой, чем «злодей». В конечном счёте предаёт «Мать» и систему Верховного Господства.
Солдат Блю (яп. ソルジャー・ブルー Сорадзя: Буру:)

Роль озвучивают: 1980 — Таро Сигаки; 2007 — Томокадзу Сугита
Первый лидер мью и самый первый псионик типа Блю, отсюда и происхождение его имени. У него анормально слабое тело. Когда он достиг своего предела, то нашёл Джоми, чтобы передать ему лидерство над своим народом и обеспечить дальнейшее выживание мью. Погибает после 15 лет глубокого сна при уничтожении пушки Меггидо, направленной на Назку.
Тони (яп. トォニィ Тоонии)

Роль озвучивают: 1980 — Тору Фуруя, Тиёко Кавасима (в детстве); 2007 — Нориаки Сугияма
Первый естественно рождённый человек после внедрения системы Верховного Господства. Он был первым из нескольких детей мью, которые намного превосходили по силе других псиоников, приближаясь к типу Блю. Непослушный и горячий, он крепко привязан к Джоми, зовя его «дедушкой», хотя в действительности не имеет родственных уз с ним (только в фильме Тони — сын Джоми). В манге мать объяснила Тони, что Джоми был «отцом» всех супружеских пар (в том смысле, что позволил браки), отсюда и прозвище «дедушка».
Его судьба отличается в разных версиях. В манге он и другие рождённые на Назке мью предпочли скрыться на удалённой планете, отказавшись увидеть Терру; в аниме же он сменяет Джоми как лидер мью.
Физис (яп. フィシス Фисису)

Роль озвучивают: 1980 — Кумико Акиёси, 2007 — Санаэ Кобаяси
Слепая женщина, использующая карты Таро, чтобы предсказывать будущее. Блю воспринимает Физис как богиню мью.
Джона Мацука (яп. ジョナ・マツカ Дзёна Мацука)

Роль озвучивают: 1980 — Хироко Якусимару; 2007 — Мотоки Такаги
Молодой человек, непоколебимо преданный Киту Аниану. Веря, что его способности чтения мыслей «странные» и «уникальные», Мацука на самом деле является мью, прошедшим экзамен только потому, что его способности тогда ещё не пробудились. Мацука является Мью-предателем, защищает Кита и вытаскивает его из опасных ситуаций, используя свои силы мью и выступая против собратьев. Из-за его действий Мью несколько раз оказываются на краю гибели. Погибает, спасая Кита от попытки Тони убить его.
Сэки Рей Сиро (яп. セキ・レイ・シロエ Сэки Рэй Сироэ)

Главные герои аниме-сериала «Достичь Терры». Слева направо: Харли, Физис, Блю, Джоми, Кит, Плачущая мышь, Сиро и Сэм

Роль озвучивают: 1980 — Акира Камия; 2007 — Марина Иноуэ
Сын гениального инженера, сумевшего разработать датчики реагирующие на псиоников, благодаря которым был обнаружен материнский корабль мью. Был в раннем детстве обнаружен Джоми, которого посчитал Питером Пэном (из-за способности летать), но отказался уйти с ним в «Нетландию», не захотев расставаться с матерью. Позднее он обучался на станции E-1077, не зная о своих силах мью. Со своим взрывным, страстным и непокорным характером, неподходящим системе, он является противоположностью Кита.
Был уничтожен Китом Анианом при побеге со станции по приказу матери Элизы, так как раскрыл тайну рождения Кита и был опознан как мью.
В манге и фильме 1980 года, в отличие от сериала, Сиро и Джоми никогда не встречались.

### Мью
Харлей (яп. ハーレイ Ха:рэй)

Роль озвучивают: 1980 — Кэйити Нода; 2007 — Дзюрота Косуги
Командир материнского корабля мью «Шангри-Ла». Несмотря на то, что выглядит старше Солдата Блю, они из одного поколения. Он Тип-Зелёный, способный на псионическую защиту. Погиб на Терре, принеся себя в жертву вместе с другими старейшинами, чтобы спасти планету от уничтожения Меггидо.
Лео (яп. リオ Рио)

Роль озвучивают: 2007 — Дайсукэ Намикава
Мягкий и добродушный молодой человек, родившийся немым. Общается телепатически. Первый мью, которого увидел Джоми, помог ему бежать от преследования людей. Разведчик, не раз проникавший в Атараксию. Погибает спасая молодую женщину-человека во время крушения подземного города на Терре.
Карина (яп. カリナ Карина)

Роль озвучивают: 1980 — Мами Кояма; 2007 — Саюри Кубо
Мать Тони. Стала первой, после введения системы Верховного Господства, родившей естественным путём.
Артелла (яп. アーテラ Артэрра)

Роль озвучивают: 2007 — Аяси Такагаки
Одна из естественно рождённых Тип-Синий, обладающая сильными способностями. Была влюблена в Тони.

### Люди
Сэм Хьюстон (яп. サム・ヒューストン Саму Хю:сутон)

Роль озвучивают: 1980 — Хироя Исимару; 2007 — Ватару Хатано
Друг детства Джоми. Сэм сдал экзамен и попал в один класс с Китом, где они вдвоём стали близкими друзьями.
Свена Дальтон (яп. スウェナ・ダールトン Сувэна Да:рутон)

Роль озвучивают: 2007 — Юки Масуда
Свена подруга детства Джоми, а позже одноклассница Сэма и Кита на E-1077. Страдает от неразделённой любви к Киту Аниану. В генах её биологической дочери был найден фактор мью.
Сердж Стургеон (яп. セルジュ・スタージョン Сэрудзэ Сута:дзён)

Роль озвучивают: 2007 — Набухико Окамото
Персонаж, появляющийся только в аниме. Первый помощник Кита, ревновавший его к Мацуке.

### Компьютеры
Бабушка (яп. グランドマザー Гурандомадзаа)

Роль озвучивают: 1980 — Кёко Кисида
Всесильный компьютер, управляющий человечеством. Запрограммирован с основным указанием на подавление мью, и, по словам Кейта, защиту людей от гибели из-за жадности и себялюбия.
Компьютер Терра (яп. コンピュータ・テラ Конрюута Тэра)

Роль озвучивают: 1980 — Ясуо Хисамацу
Компьютер, расположенный в глубине Земли. Появляется после уничтожения Бабушки.
Терраз Номер 5 (яп. テラズ・ナンバー5 Тэрадзу Нанбаа5)

Роль озвучивают: 1980 — Эйко Масуяма
Один из девяти «Терраз Номер», напрямую связан с Бабушкой.
Мама Элиза (яп. マザー・イライザ Мадзаа Ирайдза)

Роль озвучивают: 1980 — Масако Икэда
Материнский компьютер обучающей станции E-1077.

### Другие
Мокрая мышь (яп. ナキネズミ Накинэдзуми)

Роль озвучивают: 2007 — Манами Комори
Создание, выглядящее как фиолетовая лиса.

## Манга
Манга была создана Кэйко Такэмия и издавалась в журнале Gekkan Manga Shōnen издательства Asahi Sonorama между январем 1977 года и маем 1980. Главы были изданы тремя томами. В 2007 году за день до премьеры аниме-сериала, манга была переиздана издательством Square Enix. В том же году издательство Vertical выпустило все три тома манги в Северной Америке под названием To Terra… (с англ. — «К Терре...»). В России манга издается компанией АСТ, при этом перевод осуществляется с английского издания.
В 1978 году она получила самую первую Seiun Award за мангу, и в 1980 году — Shogakukan Manga Award за сёнэн/сёдзё мангу (вместе с Такемиевской Kaze to Ki no Uta).

## Фильм
В 1980 году по манге «Достичь Терры» был снят анимационный фильм студией Toei Animation под режиссурой Хидэо Онти. TRSI выпустила версию с жесткими субтитрами в Северной Америке под названием Toward the Terra на VHS в 1994 году и на лазерных дисках в 1995 году.

## Телесериал
В 2007 году манга была адаптирована в телесериал Minamimachi Bugyōsho и Tokyo Kids, спродюсированный Aniplex, SKY Perfect Well Think и Mainichi Broadcasting System. Режиссёром стал Осаму Ямадзаки, а дизайн персонажей и концепта был выполнен Нобутэру Юки (Vision of Escaflowne) и Ютакой Идзубути (RahXephon). Первая начальная композиция исполнялась в 1-13 сериях — «endscape», исполненная группой Uverworld, тогда как первая завершающая композиция — «Love is» Милии Като. В сериях 14-24 они были изменены на «Jet Boy Jet Girl» Хитоми Такахаси и «This Night» Chemistry соответственно.
Премьера состоялась 7 апреля 2007 года в Японии на MBS-TBS в 18:00 по субботам. Ранее в это время демонстрировались такие сериалы, как Mobile Suit Gundam SEED, Fullmetal Alchemist и Blood+. Показ сериала завершился 22 сентября 2007 года.